# Onthophagus kiuchii
Onthophagus kiuchii là một loài bọ cánh cứng trong họ Bọ hung (Scarabaeidae).